# Gurbansoltan-eje
Gurbansoltan-eje („Mutter von Gurbansoltan“; * 1913 in Gypjak, Russisches Kaiserreich; † 6. Oktober 1948 in Aşgabat) war die Mutter des ersten postsowjetischen turkmenischen Staats- und Regierungschefs Saparmyrat Nyýazow („Turkmenbaschi“).
Gurbansoltan-eje war und ist in Turkmenistan aufgrund des von ihrem Sohn betriebenen Personenkults in vielfältiger Hinsicht präsent. Eine Reihe von Orten und Objekten sind nach ihr benannt, und im Rahmen von Umbenennungen von Kalenderbezeichnungen in der Zeit von 2002 bis 2008 wurde der Monat April in der turkmenischen Sprache nach ihr benannt. 2002 wurde sie postum mit der höchsten Auszeichnung des Landes, „Held von Turkmenistan“ geehrt.

## Leben
Gurbansoltan-eje wurde 1913, vermutlich in Gypjak (dem Geburtsort ihres zweiten Sohnes und Heimatort ihrer Eltern) geboren und war verheiratet mit Atamurat Annanijasow. Von 1938 bis 1942 gebar sie drei Söhne. Der offiziellen Biografie zufolge kam ihr Ehemann 1942 während des Großen Vaterländischen Krieges als Freiwilliger bei Kämpfen im Kaukasus ums Leben. Derselben Biographie zufolge soll Gurbansoltan-eje eine bekannte Teppichknüpferin gewesen sein.
Sie starb in den frühen Morgenstunden des 6. Oktober 1948 zusammen mit ihrem jüngsten und ihrem ältesten Sohn während des Erdbebens von Aşgabat, so dass Saparmyrat als Waise zurückblieb.

## Nachwirkung und Mutterkult
Der von Nyasow betriebene Personenkult war zu einem Großteil ein Kult um seine gesamte Familie – Vater, Mutter und Brüder, nach denen zahlreiche Straßen, Orte und Institutionen benannt wurden.
Weiter wurden ein einzelner Monat, das traditionelle turkmenische Brot sowie der Hochzeitspalast Aşgabat nach Gurbansoltan-eje benannt. Das Jahr 2003 war das offizielle „Gurbansoltan-eje-Jahr“. Im Geburtsort des Präsidenten sowie in der Hauptstadt wurden Denkmäler für sie errichtet; die Gedenkstätte für die Opfer des Erdbebens von 1948 in Gypjak trägt ebenfalls ihren Namen.
Sie ist auf mehreren Münzen abgebildet. Die Turkmenische Frauenvereinigung und eine medizinische Einrichtung tragen ihren Namen, ebenso seit 2004 eine Stadt im Norden des Landes. Auch ein bereits 1996 gestifteter Orden heißt „Gurbansoltan-eje“.
Im Ort Ruhabat Prinzip Ahal ist eine Schule nach ihr benannt, und ein Denkmal vor dieser errichtet.
Obwohl sich viele der Benennungen auch nach dem Tod Nyýazows erhalten haben, ist der Kult um ihre Person zurückgegangen; so wird etwa die Erdbeben-Gedenkstätte seit 2007 offiziell nur noch als „Gedenkstätte für die Opfer des Erdbebens“ bezeichnet, und die Umbenennung der Monatsnamen wurde rückgängig gemacht. Der Orden „Gurbansoltan-eje“ wurde 2014 durch die Auszeichnung Zenan kalby („Seele der Frau“) abgelöst.